# نظام (فیلم)
نظام (انگلیسی: The System) یک فیلم درام بریتانیایی به کارگردانی مایکل وینر است که در سال ۱۹۶۴ منتشر شد.

## بازیگران
- الیور رید[۳]
- جین میرو
- باربارا فاریس
- جولیا فاستر
- هَری اندروز
- اندرو ری